# Mannings
Mannings ist eine Siedlung auf der Insel Nevis im Inselstaat St. Kitts und Nevis in der Karibik.

## Geographie
Die Siedlung liegt im Parish Saint James Windward im Osten der Insel bei Butler’s.